# سن بلوغ
سن بلوغ سنی است که در آن دختران و پسران از لحاظ جنسی و بعضاً روانی و اجتماعی و هیجانی به بلوغ می‌رسند و از کودکی وارد دورهٔ بزرگسالی می‌شوند. این سن بنا بر اینکه چه نوع بلوغی مدنظر است، می‌تواند متفاوت باشد. به دختران و پسران در دورهٔ بلوغ، نوجوان می‌گویند.
سن بلوغ جنسی، سنی است که در آن پسران و دختران به تکامل جنسی دست می‌یابند. به‌طور میانگین، دختران در ۸ تا ۱۲ سالگی بلوغ و در ۱۳–۱۸ سالگی بلوغ کامل را شروع می‌کنند. پسران به‌طور میانگین در ۱۱ تا ۱۳ سالگی بلوغ و در ۱۴–۱۸ سالگی بلوغ کامل را آغاز می‌کنند. مهم‌ترین نقطه عطف بلوغ زنان، قاعدگی است که به‌طور متوسط در ۸ تا ۱۱ سالگی اتفاق می‌افتد. برای مردان، اولین انزال به‌طور میانگین در ۱۳ سالگی اتفاق می‌افتد. در قرن بیست و یکم، میانگین سنی بلوغ کودکان، به ویژه دختران، در مقایسه با قرن نوزدهم که برای دختران ۱۵ سال و برای پسران ۱۶ سال بود، کاهش یافته است که می‌تواند به دلایل متعدد ازجمله بهبود تغذیه یا افزایش دانسته‌های جنسی باشد.
سن بلوغ در بعضی از ادیان وجود دارد و نشان دهنده زمانی است که برخی از احکام یا وظایف بر ایشان واجب می‌شود.

## سن بلوغ در اسلام
سن بلوغ شرعی در نظر مشهور فقهی امامیه، نُه سال قمری معادل ۸ سال و ۸ ماه و ۲۲ روز شمسی برای دختر و پانزده سال قمری معادل ۱۴ سال و ۶ ماه و ۱۷ روز شمسی برای پسر است با این حال اقلیتی از فقها همچون محمداسحاق فیاض و یوسف صانعی سیزده سال قمری را سن تکلیف دختران دانسته‌اند و در فتاوای برخی دیگر از مراجع تقلید همانند محمدهادی معرفت و محمدابراهیم جناتی بروز عادت ماهانه در دختران و احتلام در پسران، ملاک تعیین بلوغ شرعی و سن تکلیف قرار داده شده است.

## سن بلوغ در زرتشتی‌گری
سن بلوغ در دین مزدیسنا (زرتشتی) ۱۵ سال تمام برای دختر و پسر است.

## سن بلوغ در مسیحیت
در مسیحیت، بلوغ بیشتر به معنای رشد جنسی است. این به معنی رسیدن به بلوغ نهایی است که مترادف با تطبیق با میزان کامل که مسیح باشد است.

## سن بلوغ در یهودیت
در یهودیت، سن بلوغ برای پسران ۱۳ سالگی و برای دختران در ۱۲ سالگی است. مراسم تکلیف در یهودیت بر میتصوا و بت میتصوا نام دارد.

## سن بلوغ در بهاییت
در بهاییت، سن بلوغ برای دختر و پسر برابر است. این سن برای انجام وظایف دینی برای هم پسر و هم دختر ۱۵ سال است. سن بلوغ اجتماعی و اداری در بهاییت، که به معنای امکان رأی دادن و انتخاب شدن در انتخابات بهایی است بیست و یک سالگی است.